# Herzzellen-Schwebekugel
Die Herzzellen-Schwebekugel (Gomphosphaeria aponina) ist eine Art der Cyanobakterien, oder „Blaualgen“. Die Art lebt planktisch in Seen und Teichen. Sie ist Typspezies ihrer Gattung.

## Merkmale

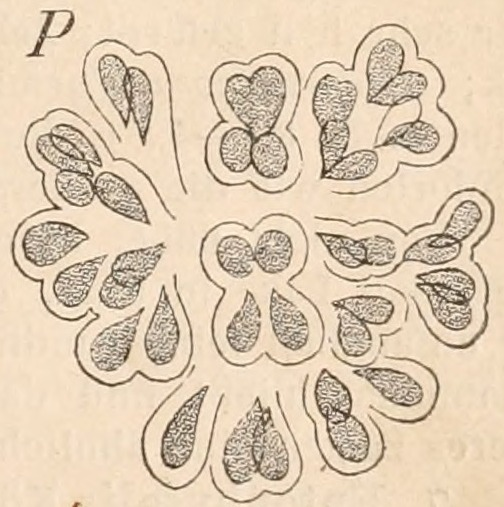
Illustration einer auseinander gedrückten Schwebekugel Gomphosphaeria aponina Kütz.

Die Art bildet Kolonien aus wenigen (bis zu zehn) Zellen (Länge von 4 bis 13 µm) von blaugrüner bis oliver Farbe, gegen Ende der Vegetationsperiode werden sie gelb. Sie sitzen am Ende verzweigter Gallertstiele. Die Kolonien sind bis etwa 100 µm groß. Die Zellen sind länglich oder herzförmig. Während der Teilungen sind die Zellen oft auffällig herzförmig angeordnet.

## Verbreitung
Die Art lebt im Plankton eutropher Gewässer, aber auch in salzhaltigem Wasser, zum Beispiel in Salinen oder der Ostsee.